# Hoplocercus
Hoplocercus spinosus — ящірка, що належить до монотипного роду Hoplocercus. Вид знайдений у Серрадо та прилеглих Серрадо-Амазонських мозаїках у Бразилії та Болівії. Він досить віддалено пов’язаний з іншими членами Hoplocercidae, оскільки вважається, що він відділився від них приблизно 35 мільйонів років тому.
Колючий хвіст має загальну довжину ≈ 12–15 см. Як випливає з назви, вид має короткий, дуже колючий хвіст (він зовні схожий на Uromastyx і менший вид Ctenosaura); коли його турбують, він відступає до своєї нори, хвостом спрямованим до входу. Веде нічний спосіб життя, харчується членистоногими.